# Salmānī
Salmānī (persiska: سلمانی) är en ort i Iran.   Den ligger i provinsen Hormozgan, i den sydöstra delen av landet, 1 100 km sydost om huvudstaden Teheran. Salmānī ligger 18 meter över havet och antalet invånare är 225.
Terrängen runt Salmānī är platt.Runt Salmānī är det ganska glesbefolkat, med 25 invånare per kvadratkilometer. Närmaste större samhälle är Mīnāb, 12,6 km nordost om Salmānī. Trakten runt Salmānī är ofruktbar med lite eller ingen växtlighet.